# Unión Panamericana (Chocó)
Unión Panamericana es un municipio colombiano situado en el departamento de Chocó. Según el censo de 2018, tiene una población de 6816 habitantes.
Su cabecera municipal es el centro poblado Las Ánimas.

## Geografía
El municipio se encuentra ubicado en la parte sur oriental del departamento del Chocó, sobre la vía que de Pereira conduce a Quibdó. Es una suerte de bisagra que une a los municipios de la subregión del San Juan con los del Atrato, el eje cafetero y la salida al mar por la Panamericana.

### Límites
- Norte: Cértegui
- Oriente: Tadó
- Sur: Istmina
- Occidente: Cantón de San Pablo

## Historia
Unión Panamericana fue erigido en municipio mediante ordenanza 011 del 30 de julio de 1999, segregado de los Municipios de Tadó e Istmina.

## Economía
La producción minera es la base de su economía.